# Вечірниця дозірна
Вечірниця дозірна або вечірниця руда (Nyctalus noctula) — вид кажанів роду Вечірниця (Nyctalus) з родини Лиликові (Vespertilionidae), один із трьох видів вечірниць у фауні України. У ЧКУ (2021) вид має статус «вразливий».

## Поширення
Вид поширений у Європі, Азії та Північній Африці. Загалом поширення виду пов'язане з різноманітними лісостанами. Інколи мешкає в містах, багато цих тварин живе в Гамбурзі, Відні, Брно та інших великих європейських містах.

## Морфологія
Довжина тулуба й голови становить 5–10 см, хвіст 35–65 мм, розмах крил 35 см, що робить цю вечірницю одним з найбільших видів кажанів Західної та Центральної Європи. Вага від 16 до 49 грамів. Забарвлення варіюються від золотисто до темно-коричневого зверху і зазвичай блідо-коричневого знизу.

## Екологія
Зазвичай починає полювати із заходом сонця, раніше за більшість європейських кажанів. Літає високо та швидко, піднімається над верхівками дерев звичайних для цієї тварини лісових районів. Воліє селитися в невеликих гаях, може пролітати на відстань до 20 км від місця сну. Удень зазвичай ховається в дуплах або інших укриттях.
На додаток до типового для кажанів ультразвуку, сигнали якого в цього виду звучать на частотах 18–20 кГц, що використовується для ехолокації, цей кажан видає різкі крики, якими привертає представників протилежної статі.
Зазвичай харчується жуками, міллю, крилатими мурахами, інколи нападає на дрібних птахів.

## Гібернація
Узимку руда вечірниця впадає у сплячку, як і решта кажанів помірних широт. Зазвичай для цього дупла занадто холодні, тому тварина шукає печери або штучні споруди, такі як горища. Часто місця сплячки перебувають за сотні кілометрів від районів мешкання влітку.
Починаючи з 2000—2005 року, в Україні та суміжних країнах частішають зимові знахідки вечірниці дозірної. Цей вид часто знаходять у стані зимової сплячки в різноманітних господарських приміщеннях, на балконах, у будівлях університетів та адміністрацій та інших нежитлових спорудах. Щороку фахівці Українського центру охорони кажанів виявляють до 10 місць перебування, всі у містах, у кожному від 10–20 до кількох сотень вечірниць.

## Охоронний статус
Хоча ця вечірниця перебуває під відносною загрозою, вона більш поширена й чисельна, ніж решта європейських кажанів, багато в чому завдяки здатності мешкати в містах. Від 2009 року вид включено до Червоної книги України. Охороняється згідно з низкою міжнародних угод.